# 惠安青山宫
惠安青山宫，位于中国福建省泉州市惠安县山霞镇青山村，为山神、王爺信仰廟宇，主祀泉州三邑的鄉土神靈青山靈安尊王。2001年1月20日公布为第五批福建省文物保护单位。2013年3月5日公布为第七批全国重点文物保护单位。